# Mater Matuta vzw
Mater Matuta vzw is een Belgische non-profitorganisatie die zich inzet voor de rechten van slachtoffers van gedwongen adopties, met bijzondere aandacht voor de afstandsmoeders. De organisatie werkt aan het herstellen van gerechtigheid voor vrouwen die gedwongen of onterecht hun kinderen moesten afstaan voor adoptie. Daarnaast maakt Mater Matuta vzw zich sterk voor de erkenning van de ervaringen van de betrokkenen en pleit het voor de heropening van adoptiedossiers en toegang tot informatie.
Mater Matuta vzw werd opgericht door een groep mensen die zich bewust werden van de grootschalige problematiek van gedwongen adopties in België, met name de verhalen van vrouwen die in de periode van de jaren 50 tot de jaren 80 gedwongen hun kinderen moesten afstaan. De naam van de organisatie is geïnspireerd door de Romeinse godin Mater Matuta, de godin van de geboorte en het ochtendlicht, wat symboliseert hoe de organisatie zich richt op het herstel van recht en de erkenning van de verhalen van de vrouwen die onterecht hun kinderen verloren. Marleen Adriaens is voorzitster van de organisatie en ook schrijver van het boek Het verdriet van adoptieland.

## Activiteiten

### Vlaamse hoorzittingen 2014
Mater Matuta vzw speelde een actieve rol tijdens de Vlaamse hoorzittingen in 2014, die werden gehouden om de situatie van gedwongen adopties te onderzoeken. De organisatie diende daar getuigenissen in en werkte samen met beleidsmakers om een breed maatschappelijk debat te voeren over de gevolgen van gedwongen adopties voor de betrokken moeders, kinderen en families. Ze pleitte voor meer transparantie, meer steun voor slachtoffers en het recht op toegang tot informatie over hun kinderen.

### Oproep in 2024 bij het bezoek van de paus
In 2024 was er een bezoek van paus Franciscus aan België. Dit  bezoek kwam na het uitkomen van de documentaire Godvergeten. Vanwege het uitkomen van Godvergeten was er ook aandacht voor de slachtoffers van Seksueel misbruik binnen de kerk bij het bezoek van paus Franciscus. Mater Matuta vzw kwam toen met een oproep om slachtoffers van gedwongen adopties te laten horen. De organisatie werkte samen met het beheerder van een gesloten Facebookgroep van slachtoffers van het moederhuis Tamar om de verhalen van deze slachtoffers onder de aandacht te brengen van de paus en andere autoriteiten. Ze hoopten dat het pausbezoek een kans zou bieden voor erkenning en gerechtigheid voor de slachtoffers, die vaak jaren of zelfs decennia zonder rechten en zonder toegang tot hun kinderen hebben geleefd. Slachtoffers van de misstanden in de moederhuizen mochten uiteindelijk niet deelnemen aan het gesprek met de paus.